# Helen Joseph
Helen Beatrice May Joseph (née Helen Fennell le 8 avril 1905 en Angleterre et morte le 25 décembre 1992 en Afrique du Sud) est une enseignante, travailleuse sociale et militante anti-apartheid.

## Biographie

### Origines et carrière professionnelle
Helen Fennell naît à Easebourne près de Midhurst dans le Sussex de l'Ouest en Angleterre Diplômée du King's College de Londres en 1927, elle travaille durant trois ans en Inde près de Hyderabad comme enseignante avant d'émigrer à Durban en Afrique du Sud en 1931, où elle épouse un dentiste nommé Billie Joseph.
Elle sert dans les Forces féminines auxiliaires de l'aviation de la Royal Air Force durant la Seconde Guerre mondiale. Après son divorce, elle travaille dans un centre social d'une communauté coloured du Cap.

## Militantisme contre l'apartheid
En 1951, Helen Joseph travaille pour le syndicat du textile et s'engage dans la lutte politique contre l'apartheid. Membre fondateur du Congrès des Démocrates, un mouvement allié du Congrès national africain (ANC), elle participe au congrès du peuple à Klioptown en 1955, lors duquel est rédigée la charte de la liberté. Elle participe également à la formation de la Fédération des femmes sud-africaines. Le 9 août 1956, elle contribue avec Rahima Moosa, Sophia Williams-De Bruyn, et Lillian Ngoyi, à l'organisation de la manifestation de 20 000 femmes contre la loi sur les laissez-passer, devant les Union Buildings à Pretoria,.
Inculpée pour haute trahison, elle est interpellée en décembre 1956 avant de faire l'objet d'isolement en 1957 en prison. Acquittée en 1961, elle est inculpée de nouveau en 1962 en vertu de la nouvelle loi sur le sabotage et placée en résidence surveillée. Helen est vicitime de plusieurs tentatives d'assassinats,.

### Décès
Atteinte d'un cancer diagnostiqué en 1971, l'ordre d'isolement intérieur la concernant est suspendu avant d'être ré-appliqué en 1980 pour une durée de 2 ans. Helen Joseph meurt le 25 décembre 1992 à Johannesburg à l'âge de 87 ans,.

## Hommages
En 1992, Helen Joseph est admise à l'ordre de Simon de Cyrène (en), la plus haute distinction décernée par l'Église anglicane d'Afrique australe à ses membres laïcs en reconnaissance de leurs services remarquables.
Helen Joseph s'est également vu attribuer, en 1992, la Isitwalandwe/Seaparankwe Medal (en) par le Congrès national africain (ANC).
Plusieurs lieux sont baptisés en son honneur en Afrique du Sud, notamment l'ancienne Davenport Road à Glenwood (Durban), un hôpital à Johannesbourg (le Helen Joseph Hospital), une résidence universitaire à l'université Rhodes ou encore une rue à Rustenburg. Une section de Church Street à Pretoria a également rebaptisée en son honneur en juin 2012.

## Œuvres littéraires
- If This Be Treason (1963), Andre Deutsch, Londres
- Tomorrow's Sun (1967), John Day Company, New York
- Side by Side (1987), autobiographie, William Morrow & Co, New York  (ISBN 0688071031)